# Pratap Chitnis
Pour les articles homonymes, voir Chitnis.
Pratap Chidamber Chitnis, baron Chitnis (1er mai 1936 - 12 juillet 2013) est un homme politique libéral britannique.

## Biographie
Fils de Chidamber N. Chitnis et de Lucia Mallik, il est né à Londres et fait ses études au Stonyhurst College puis à l'Université de Birmingham, où il obtient un baccalauréat ès arts, et à l'Université du Kansas, où il obtient une maîtrise ès arts.
Adjoint administratif du National Coal Board de 1958 à 1959, Chitnis est d'agent électoral pour Eric Lubbock lors de la campagne libérale réussie lors de l'élection partielle d'Orpington de 1962. Par la suite, il devient chef de l'organisation du Parti libéral en 1966, se lançant dans une modernisation structurelle, mais démissionne en 1969 après avoir eu une relation tendue avec le chef du parti Jeremy Thorpe.
Chitnis travaille ensuite pour le Joseph Rowntree Social Service Trust, comme secrétaire de 1969 à 1975, puis directeur général de 1975 à 1988. Il est membre de la Community Relations Commission de 1970 à 1977 et du BBC Asian Program Advice Committee entre 1972 et 1977. Il préside ce dernier entre 1979 et 1983. De 1981 à 1986, il est président de Refugee Action et de 1986 à 1989 du British Refugee Council.
Chitnis est conseiller de David Steel pendant la direction de ce dernier du Parti libéral, et est influent pendant le pacte Lib-Lab et les négociations qui conduisent au SDP-Alliance libérale. Le 18 juillet 1977, il est créé pair à vie en tant que baron Chitnis, de Ryedale dans le comté de North Yorkshire. Il siège avec les crossbenchers de la Chambre des lords.
Chitnis épouse Anne Brand, fille de Frank Mansell Brand, en 1964. Ils ont un fils, Simon, qui est mort dans l'enfance. Il s'est retiré en France. Lord Chitnis est décédé le 12 juillet 2013 à Marseille.